# Олен Стейнхауър
Олен Стейнхауър (на английски: Olen Steinhauer) е американски сценарист, продуцент и писател на произведения в жанра шпионски роман и трилър.

## Биография и творчество
Олен Стейнхауър е роден на 21 юни 1970 г. в Балтимор, Мериленд, САЩ. Израства във Вирджиния. Следва в Университета на Пенсилвания в Лок Хейвън и получава бакалавърска степен от Университета на Тексас в Остин. Получава магистърска степен по творческо писане от колежа „Емерсън“ в Бостън. След дипломирането си получава стипендия Фулбрайт и прекарва една година в Хърватия и Румъния, за да напише книга за Румънската революция през 1989 г. След престоя си в Румъния се премества в Ню Йорк, за да търси литературен агент за ръкописа си. Той не е издаден, но дава старт на следващия му.
Първият му исторически трилър „The Bridge of Sighs“ (Мостът на въздишките) от поредицата „Булевард Ялта“ е издаден през 2003 г. Годината е 1948, съветските войски патрулират по ублиците на малка държава от Източна Европа, а Студената война е в своето начало. Младият инспектор по убийствата Емил Брод, едва завършил полицейската академия, е назначен по разследването на убийството на богатия автор на песни Янош Кроудър. Не след дълго Емил открива нишки, които свързват смъртта на Кроудер с най-високите нива на партията, той е подозиран за шпионин, а и животът му и този на красивата вдовица на Кроудер са в опасност. Романът става бестселър е и номиниран за пет награди. Всяка книга от поредицата има различен главен герой. Всичките романи са акламирани от критиката.
През 2009 г. е издаден шпионският му трилър „Туристът“ от поредицата „Майло Уийвър“. Главният герой, Майло Уийвър, е специалист по черни операции на ЦРУ, който се е оттеглил и живее в Бруклин със съпругата си и дъщеря си. Но убийството на колежка, негова близка приятелка, и ареста на най-издирвания наемен убиец, го въвличат отново в играта, и той отново трябва да се въплати в ролята на „турист“, за да открие кой дърпа конците. Майло Уийвър е нов съвременен тип шпионин, който действа като глобален самотен боец след терористичните атаки от 11 септември 2001 г. и срива на старите концепции за приятели и врагове. Романът става бестселър на „Ню Йорк Таймс“. Втората книга от поредицата „The Nearest Exit“ (Най-близкият изход) е удостоен с наградата „Хамет“ за най-добър криминален роман на годината.
През зимата на 2009-2010 г. Стейнхауър е гост преподавател по творческо писане в Лайпцигския университет.
Трилърът му „The Cairo Affair“ (Аферата в Кайро) от 2014 г. се развива в Кайро и Либия в средата на Арабската пролет. Главната героиня Софи Кол е съпругата на дипломат от средното ниво в американското посолство в Унгария, който е убит. В разследването се намесват Стан Бертоли, агент на ЦРУ, базиран в Кайро, Омар Халави бевш агент на египетското разузнаване, американският анализатор Джибрил Азиз, а аферата се завърта около операция на ЦРУ и копия на тайни чертежи. В пъзела на лоялност и предателство, в опасен свят на политически игри, Софи Кол ще трябва да изкупи наивната си вяра в превъзходството на ценностната си система, представител на цяло поколение американци. Книгата е включена в списъците на бестселърите.
Романът му „Всички стари ножове“ от 2015 г. включава тероризъм, любов и отмъщение, разделени между ресторант в Калифорния и американското посолство във Виена. Книгата е в процес на екранизация по негов сценарий и с участието Крис Пайн.
В периода 2016 – 2019 г. е автор и продуцент на телевизионния сериал „Berlin Station“ с участието на Ричард Армитидж. В центъра му е пребиваването на чуждестранната разузнавателна служба на ЦРУ в Берлин.
Олен Стейнхауър живее със семейството си в Ню Йорк и Будапеща, Унгария.

## Произведения

### Самостоятелни романи
- On the Lisbon Disaster (2014)
- The Cairo Affair (2014)
- All the Old Knives (2015)

### Серия „Булевард Ялта“ (Yalta Boulevard)
1. The Bridge of Sighs (2003)
2. The Confession (2004)
3. The Vienna Assignment (2005) – издаден и като „36 Yalta Boulevard“
4. The Istanbul Variations (2006) – издаден и като „Liberation Movements“
5. Victory Square (2007)

### Серия „Майло Уийвър“ (Milo Weaver)
1. The Tourist (2009)
Туристът, изд.: ИК „Бард“, София (2011), прев. Елена Чизмарова
2. The Nearest Exit (2010) – награда „Хамет“
3. An American Spy (2012)

### Серия „Посредник“ (Middleman)
- Vandals (2018) – предистория

1. The Middleman (2018)

### Новели
- You Know What's Going On (2011)
- Start-Up (2016)

### Разкази
- Courtship (2005)
- Half-Lives (2005)

### Екранизации
- 2016 – 2019 Berlin Station – ТВ филм, 29 епизода, автор и продуцент
- ?? All the Old Knives